# 鳥居清久
鳥居 清久（とりい きよひさ、生没年不詳）とは、江戸時代の浮世絵師。

## 来歴
初代鳥居清満の門人。江戸日本橋小松町に住んだと伝わる。作画期は宝暦から明和の頃にかけてで、紅摺絵の細判役者絵や芝居浮絵の他、黒本の挿絵などが作として残る。扇面で役者似顔の半身像を描いたものがあり、これは鳥居派の絵師としては注意すべきであり、勝川春章の扇面役者絵と密接な関係があるといわれている。

## 作品
- 『男作三国志』（おとこだて-）三巻1冊　黒本　※宝暦2年（1752年）刊行、清久挿絵
- 『倭歌須磨昔』二巻　黒本・青本　※宝暦12年（1762年）刊行。観水堂丈阿作、清久挿絵
- 「市川團十郎」　細判紅摺絵
- 「芝居狂言浮絵金閣寺之図」　大々判紅摺絵
- 「近江八景浮絵之図」　横大々判紅摺絵
- 「瀬川菊之丞」　扇面画